# Лене Рейчел Андерсен
Лене Рейчел Андерсен (дан. Lene Rachel Andersen; нар. 15 травня 1968) — данська письменниця, економістка, футурологиня і філософиня. Народилася і виросла в Тааструпі, передмісті на захід від Копенгагена, Данія. Її перші книжки склали серію Baade-Og.  2018 року Андерсен співзаснувала копенгагенський аналітичний центр Nordic Bildung і фольклорну асоціацію Fremvirke. 2019 року була головною ініціаторкою European Bildung Day, а 2020 року співзасновницею European Bildung Network. З січня 2019 року є членкинею Римського клубу.

## Життєпис
З 16 років продюсувала радіопрограми та писала сценарії сатири на радіо та телебаченні.
Після трьох років вивчення бізнес-економіки два роки працювала тимчасовою викладачкою і тимчасовою секретаркою, а потім чотири роки вивчала теологію з конкретною метою стати пасторкою у Данській євангельсько-лютеранській церкві. Під час навчання теології писала розважальні програми для данського телебачення, 1993 року пережила релігійну кризу та полишила навчання, коли вирішила прийняти іудаїзм.
Дебют Андерсен як авторки відбувся 2005 року, коли вона опублікувала першу книжку з п’ятитомної та 2300-сторінкової серії Baade-Og. Відтоді вона написала кілька книжок, серед них «Посібник з демократії», який також є вебсайтом: www.democracy-handbook.org. Також написала книжку «Більдунґ. Нордичний секрет краси і свободи» (2017) за редакцією Томаса Бйоркмана. Її остання книжка — «Лібертизм: осмислення XXI століття».
Андерсен очолює Det Andersenske Forlag, незалежне видавництво в Данії, яке зосереджується на популяризації філософії та тем, важливих для демократії.
2011 року Андерсен було призначено членкинею короткочасної Комісії цінностей (Værdikommissionen) уряду Данії.
2018 року Андерсен стала співзасновницею лабораторії мислення Nordic Bildung. Сьогодні вона є президенткою організації, яка є головним організатором Global Bildung Network, Global Bildung Day та інших мереж і подій у галузі освіти.

## Бааде-Ог
Книжкова серія Baade-Og складається з п’яти книг із підзаголовками Понеділок, Вівторок, Середа, Четвер, і П’ятниця. Їх написано як діалог між телевізійним продюсером на пенсії Корнеліусом Магнуссеном, який є високоерудованим і зараз перебуває у психіатричному відділенні, та лайфстайл-журналісткою Тенною Е. Расмуссен, яка бере у нього інтерв’ю упродовж п’яти днів.
Протягом п’яти днів вони охоплюють «Велику історію» та низку наукових теорій, що пояснюють, як еволюціонують природа та культура: безмасштабні мережі, термодинаміку, теорію хаосу, теоріюскладності, поняття мемів і мем-плексів, саму еволюцію, а також безліч інших наук, щоб досліджувати, як розвиваються культура та цивілізація. Усе це пов’язано з тим, що Андерсен називає глобальним екзистенціалізмом: яким видом ми хочемо бути?
Наукові теорії, таким чином, пов'язані разом і поміщені в новий контекст, наприклад, еволюційну теорію Дарвіна порівнюють із вченням К'єркегора про три стадії життя. У частині «Середа» головний герой Магнуссен формулює декларацію «глобального екзистенціалізму», який відходить від старого сприйняття світу, що характеризується лінійністю, абсолютністю та негнучкістю. Замість цього запропонований новий погляд на світ бере до уваги теорію відносності, комплементарності та квантову теорію, вважаючи, що все непередбачувано, складно і не може бути описано в абсолютних термінах. Тут вводиться поняття «Homo Liquens» (рідка людська істота) на противагу «той чи інший», що належить до «Або-або» К’єркегора. Глобальний екзистенціалізм також має бути політичним, оскільки люди мають універсальний громадянський обов’язок. Щоб зберегти верховенство права, гуманність, демократію та плюралізм, для глобальних і комплексних рішень потрібні підходи, які охоплюють «і те, і інше».
Пізніші книжки Андерсен данською мовою, як-от «Глобальний зсув вгору» (дан. Globalt gearskift), також розповідають про складність майбутнього та про те, як ми можемо до нього підготуватися.

## Нордичний секрет
Книжка «Більдунґ. Нордичний секрет краси і свободи», авторства Андерсен, за редакцією Томаса Бйоркмана, вийшла в листопаді 2017 року.
У цій книжці Андерсен і Бйоркман досліджують, чому скандинавські країни неодноразово потрапляють у десятку найщасливіших країн і найкращих країн для бізнесу в усьому світі. Текст простежує успіх скандинавських країн до винайдення народних шкіл у Данії 1844 року. У ньому зазначено, що спочатку школи не були успішними, але після військової поразки Данії від Пруссії Бісмарка 1864 року в Данії розпочався рух, який розпочав шлях шкіл до успіху та поширення. У 1860-ті роки концепцію народних шкіл було скопійовано в Норвегії та Швеції; згодом народні ліцеї було засновано й у Фінляндії.
Завдяки народним школам скандинавські країни створили культуру громадянської відповідальності, культурної самосвідомості та високих очікувань щодо морального та емоційного розвитку особистості.

## Нордична метамодерна серія
У 2019-2022 роках Андерсен написала серію з трьох частин на підтримку Nordic Bildung Network та її починань. Три назви у цій серії: «Метасучасність: сенс і надія в складному світі» (2019), «Більдунг: продовжувати зростати» (2020) і «Лібертизм: осмислення XXI століття».

## Метамодерність
2019 року Андерсен написала книжку «Метамодерність: сенс і надія в складному світі». На відміну від більшості версій метамодернізму, які загалом об’єднують лише сучасність і постмодернізм, у «Метамодерності» Андерсен досліджує можливу інтеграцію корінного, домодерного, модерного та постмодерністського культурного коду в один майбутній культурний код, який може слугувати моделлю для створення сенсу у 21 столітті. Перевагою інтеграції всіх чотирьох культурних кодів у метамодерність, а не лише двох культурних кодів у метамодернізм, є глибший потенціал для створення сенсу, який це пропонує.
Потім у книжках закладено основу для розуміння нас самих і наших суспільств складним способом, який відповідає складності глобалізованого світу, в якому ми вже живемо. Андерсен стверджує, що, об’єднуючи як корінні, домодерні, сучасні, так і постмодерні культурні елементи, метамодерність забезпечує соціальні норми та моральну тканину для інтимності, духовності, релігії, науки та самодослідження, всього одночасно. Вона вважає це найкращим способом зміцнення місцевої, національної, континентальної та глобальної культурної спадщини серед усіх людей. У книжці стверджується, що метасучасність інклюзивніша, ніж просто культура, — що вона також може захистити економіку від Інтернету та експоненційних технологій, які руйнують поточні способи організації суспільства та управління людством. Таким чином, метамодерність, згідно з Андерсен, дозволить нам здійснювати формування сенсу на глибшому емоційному рівні та вищому інтелектуальному рівні порівняно з сьогоднішнім днем; це дозволить нам більш комплексне розуміння, яке може відповідати складності проблем, які нам потрібно вирішити.

## Bildung
Остання книжка Андерсен — «Більдунг: продовжувати зростати» (2020). Перша половина цієї книжки є скороченою версією «Нордичний секрет», друга половина містить як теоретичне дослідження того, чому і як фолькбільдунг вплинув на скандинавську молодь і суспільство 1860-х років, так і новий та більш стислий словниковий запас для роботи з більдунгом у 21 столітті.
Серед моделей, які використано як аналітичні інструменти у другій половині книжки, є культурні коди, досліджені в метамодерності, «Кола приналежності» та «Троянда освіти».
Модель «Кола приналежності» досліджує 10 кіл або сфер свідомості, приналежності, ідентичності, солідарності, совісті та почуття відповідальності. Десять кіл: 1: Я, 2: Сім'я 1 (де ми ростемо), 3: Групи однолітків, 4: Сім’я 2 (сім’я, яку ми створюємо самі), 5: Місцеві громади, 6: Нація та/або релігія, 7: Культурна зона, 8: Людство сьогодні, 9: Все життя на планеті зараз і 10: Життя як таке, зараз і в майбутньому. Кола 2-5 — це реальні спільноти, тоді як кола 6-10 — це те, що Бенедикт Андерсон назвав уявними спільнотами.

### Bildung Rose
Bildung Rose досліджує, як суспільства розвиваються, ростуть і стають складнішими в семи сферах: 1) виробництво; 2) технологія; 3) знання/наука; 4) етичність; 5) розповідь; 6) естетичність і 7) потужність. Оскільки нам потрібно зрозуміти наше суспільство, щоб процвітати, модель таким чином пов’язує наш внутрішній світ із суспільством. Розуміння відносин між собою та суспільством стає все більш вирішальним, оскільки суспільства стають все складнішими.

### Що таке Bildung?
У 2021 році Андерсен написала працю «Що таке Bildung і як він пов’язаний з ALE?» на підтримку проєкту Bildung, який фінансує Європейська асоціація освіти дорослих (EAEA) та Erasmus+ Key Action 2 (KA2). Проєкт належить до сектору навчання та освіти дорослих (ALE) і має європейський фокус. Його першим результатом був цей вичерпний документ, що пояснює концепцію bildung і як її можна ефективно використовувати в ALE. Хоча текст починається з короткого огляду історії та філософії bildung, його зміст переважно практичний. Спочатку в ньому пояснюється, чим bildung відрізняється від сьогоднішнього основного ALE. Далі, він робить концепцію bildung відчутною і застосовною для викладачів ALE, пояснюючи аспекти переданих знань і розуміння (ілюстровано на прикладі моделі «Bildung Rose»), непередаваних знань і розуміння, розширення почуття відповідальності (ілюстровано на прикладі моделі «Кіл приналежності») і розширення громадянських прав і можливостей, які його складають. Далі в тексті синтезовано чотири аспекти, він досліджує, який тип освіти потрібен Європі 21 століття, і, нарешті, пропонує підходи до розробки змісту та методів навчання в теперішніх програмах ALE.

## Лібертизм
Третя книжка Андерсен та центральна концепція серії «Нордичної метамодерної серії» — «Лібертизм: осмислення 21 століття», вийшла 2022 року. Лібертизм спирається на концепції інтеграції найкращих культурних кодів і систем цінностей людства в книжці «Метамодерність: сенс і надія в складному світі», а також на дослідженні людського потенціалу для емоційного та морального розвитку в книжці «Більдунг: продовжувати зростати», щоб викласти третій стовп: лібертизм. Андерсен представляє лібертизм як широку основу для розуміння сучасного, складного світу — його систем, ідеологій, потенціалів і небезпек — і конкретних видів свобод, необхідних людству, щоб зробити найкорисніший, значущий екзистенційний вибір, який воно може зробити в наступному столітті.
Перший розділ — це стислий великий курс історії, у якому викладено 18 основних систем, які визначають Всесвіт, і моделі, які вони створюють, що обрамляють існування. Він охоплює концепцію Енрікеса про спільні точки (великі зміни складності), яких наразі було чотири. Досягаючи сьогоднішнього дня, Андерсен описує деякі з найбільш значних небезпек, з якими зараз стикається людство, а потім починає розповідати, як діяти далі, окреслюючи та реконструюючи концепцію свободи. Вона ідентифікує та визначає 21 тип свободи, які, на її думку, є важливими для розуміння та балансу людства в майбутньому столітті. Далі Андерсен досліджує людське формування сенсу — його реалії та обмеження — і необхідність зробити людське розуміння максимально культурно глобальним, добре освіченим і якомога ширшим для всього людського виду. Вона стверджує, що свободи та формування сенсу дозволяють нам розглянути успіхи та невдачі єдиної успішної наявної моделі майбутнього розвитку людства — ліберальної демократії — щоб включити речі, які мають змінитися, аби зберегти свою життєздатність. Далі детально досліджено виклики та навіть перспективи невдачі наявних людських систем, зокрема систем національних держав. В останніх розділах Андерсен пропонує шлях до розуміння поточних проблем сьогодення та викликів найближчого майбутнього (навіть поява 5-го спільного пункту), прийнявши концепцію лібертизму — як людство може розглянути концепції, описані в попередніх розділах, і зробити значущий для себе вибір, починаючи зараз. Згідно з Андерсен, лібертизм працюватиме, оскільки він пропонує міркування в межах чотирьох домінантних мемеплексів у нашій нинішній цивілізації та містить принципи для нових способів мислення. Лібертизм також відбирає все ще корисні аспекти поточних систем, щоб людство переосмислило свій вибір, рухаючись вперед. Нарешті, книжка окреслює дуже різні бачення потенційного майбутнього людства: перше — це світ, оснований на інтегративних, образних, демократичних і культурних принципах метамодерності; другий — це керований технологіями, висококонтрольований, екстракційний і експлуататорський світ гіперсучасності.

### 21 свобода
Однією з моделей Андерсен в лібертизмі є модель 21 свободи. Вона пояснює, що свободи мають багато різних типів, які не є ні ізольованими, ні абсолютними. Скоріше, вони є взаємодією колективних наративів, особистих емоцій, суспільних інституцій, правил, норм, обов’язків, спокус, наслідків і природних кордонів. Згідно з Андерсен, людству потрібні всі свободи, щоб добре функціонувати — діяти в інтерактивному режимі та збалансовано — щоб якомога більше насолоджуватися усіма ними та підтримувати їх усі життєздатними. Андерсен також висуває центральний парадокс свободи: коли вона розширюється, вона також додає обов’язки та відповідальність. Її відповідь на цей виклик полягає в тому, що лібертизм дозволяє нам збалансувати свободу від, і свободу до, щоб захистити свободи (у поєднанні, це свободи/політичні свободи); який, своєю чергою, підтримує інститути, які підтримують нашу екзистенціальну свободу (bildung).

## Нагороди та визнання
Андерсен здобула дві данські нагороди за свої книги:
- 2007 року її було нагороджено Ebbe Kløvedal Reichs Demokratistafet[34]. Здобувачі Естафети демократії Еббе Райха характеризуються виведенням політичних дебатів на рівень поза межами звичайного[35].
- 2012 року Андерсен отримала Doessingprisen (нагороду данських бібліотекарів) за свою роботу з підтримки та просування демократії, дебатів і різноманітності[36].

### англійською
- About Both-And. www.baade-og.dk/english/. Процитовано 4 лютого 2018.
- knallhatt.dk – hva computern gemte... knallhatt.dk. Процитовано 12 травня 2017.
- Det Andersenske Forlag – Gør det sjovt at blive klogere!. andersenske.dk. Процитовано 13 травня 2017.
- democracy-handbook.org. Процитовано 12 травня 2017.
- Lene Andersen. www.dfs.dk. Dansk Folkeoplysnings Samråd. Процитовано 12 травня 2017.
- Next Scandinavia – Meaningful growth. www.nextscandinavia.com. Процитовано 13 травня 2017.
- The Nordic Secret – A European Story. www.nordicsecret.org. Процитовано 12 грудня 2017.
- Ebbe Kløvedal Reichs Demokratistafet. www.deo.dk/boeger/demokratistafetten/. Процитовано 4 лютого 2018.
- Demokratistafetten. www.grundtvig.dk/vartov/kalender/ebbe-reichs-demokratistafet.html. Процитовано 6 лютого 2018.
- Doessingprisen. www.bf.dk/OmOs/Doessingprisen. Процитовано 12 грудня 2017.
- Kierkegaard ville have varæt stolt. www.information.dk/kultur/anmeldelse/2008/06/kierkegaard-vaeret-stolt. 4 червня 2008. Процитовано 6 лютого 2018.
- The Bildung Rose. nordicbildung.org/publication/the-bildung-rose. 19 жовтня 2019. Процитовано 27 липня 2020.

### Данською мовою

#### Baade-Og
- Andersen, Lene Rachel (2017). Testosteroned Child. Sad. Or the dawning of a new Renaissance? (англ.) (вид. 1). Det Andersenske Forlag. ISBN 9788792240705.
- Andersen, Lene Rachel (7 листопада 2017). Björkman, Tomas (ред.). The Nordic Secret: A European story of beauty and freedom (англ.) (вид. 1). Fri Tanke. ISBN 978-9188589101.
- Andersen, Lene Rachel (2019). Metamodernity: Meaning and Hope in a Complex World, Nordic Bildung. ISBN 9788793791015ISBN 9788793791015.
- Andersen, Lene (2020). Bildung: Keep Growing. Nordic Bildung. ISBN 9788793791084.
- Andersen, Lene (2022). Libertism: Grasping the 21st Century ISBN 978-8793791183.
- Wiki-project democracy-handbook.org, from 2010[37]

#### Інше
- Knallhatt, jesper (17 червня 2005). Baade-Og (дан.). Т. 1. part. Mandag (вид. 1). Det Andersenske Forlag. ISBN 9788799045600.
- Knallhatt, jesper (19 вересня 2006). Baade-Og (дан.). Т. 2. part. Tirsdag (вид. 2). Det Andersenske Forlag. ISBN 9788799045624.
- Knallhatt, jesper (24 жовтня 2007). Baade-Og (дан.). Т. 3. part. Onsdag (вид. 1). Det Andersenske Forlag. ISBN 9788799045662.
- Knallhatt, jesper (30 жовтня 2008). Baade-Og (дан.). Т. 4. part. Torsdag (вид. 1). Det Andersenske Forlag. ISBN 9788799045686.
- Knallhatt, jesper (26 жовтня 2009). Baade-Og (дан.). Т. 5. part. Fredag (вид. 1). Det Andersenske Forlag. ISBN 9788799045693.

## Переклади українською
- Лене Рейчел Андерсен, Томас Бйоркман. Більдунґ. Нордичний секрет краси та свободи. Переклад з англійської: Оксана Олійник-Андрусяк. — Київ: Наш Формат, 2021, — 496 стор. ISBN 978-617-7866-78-6 (паперове видання).
- Лене Рейчел Андерсен. Зростання людини і суспільства. Нордична концепція більдунґу. Переклад з англійської: Оксана Олійник, за редакцією Катерини Ясько. — Київ: Наш Формат, 2024, — 208 стор. ISBN 978-617-8434-40-3 (паперове видання).

## Зовнішні посилання
- Andersen, Lene (1 грудня 2005). Grantræet (дан.) (вид. 1). Det Andersenske Forlag. ISBN 9788799045617.
- Andersen, Lene (2007). Frihed og demokrati (дан.) (вид. 1). Det Andersenske Forlag. ISBN 9788799045648.
- Andersen, Lene (18 серпня 2011). Det åbne samfund og dets venner (дан.) (вид. 1). Lene Andersen. ISBN 9788792240279.
- Knallhatt, Jesper (5 травня 2013). Fire uetiske mænd i sengen (дан.) (вид. 1). Lene Andersen. ISBN 9788792240279.
- Andersen, Lene (4 листопада 2013). Danmark 2030 (дан.) (вид. 1). Det Andersenske Forlag. ISBN 9788792240460.
- Andersen, Lene (5 травня 2014). Globalt gearskift (дан.) (вид. 1). Det Andersenske Forlag. ISBN 9788792240552.
- Andersen, Lene (26 вересня 2017). Fremtidens velfærd, fremtidens by – Et urbant gearskift (дан.) (вид. 1). Det Andersenske Forlag. ISBN 978-87-92240-75-0.